# Thelypteris concinna
Thelypteris concinna là một loài thực vật có mạch trong họ Thelypteridaceae. Loài này được (Willd.) Ching miêu tả khoa học đầu tiên năm 1941.